# Donker maanmos
Donker maanmos (Cephalozia catenulata) is een levermos behorend tot de familie Cephaloziaceae.

## Determinatie
De uitgestrekte planten zijn groen tot bruinachtig en 0,5 millimeter breed. De cellen aan de bovenkant van de stengel zijn 20 tot 30 bij 25 tot 40(–50) micrometer groot. De min of meer afgelegen en schuine bladeren lopen niet of nauwelijks langs de stengel, zijn vaak aan één zijde naar boven gebogen, 0,2 millimeter en 8 tot 12 cellen breed. De bovenste helft van het blad is verdeeld in twee puntige, meestal rechte lobben. De punt van de bladlobben eindigt in één tot twee eenvormige cellen. De basis van de kwab is 3 tot 5 cellen breed. De cellen in het midden van het blad zijn zo’n 15 tot 30 micrometer groot, en ook aan de basis van het blad groter.
Het mos is tweehuizig. De vaak aanwezige perianthia zijn lang, aan de bovenkant samengetrokken, de mond is lang ciliaat. De vrouwelijke schutbladeren bestaan uit twee tot drie delen en zijn grof getand met doornen aan de rand. Mannelijke gametangia zijn eindstandig en puntvormig, de schutbladen zijn vergelijkbaar met de flankbladeren. Broedlichamen worden zeldzaam gevormd.

## Ecologie en verspreiding
In Alpen-gebieden met veel regen groeit het meestal op verrot, zwaar verteerd dood hout, slechts zelden op andere substraten zoals silicaatgesteente, leemachtige grond of humusbedekkingen. In Noord-Europa en het Verenigd Koninkrijk leeft het ook op open veengronden.
Wereldwijd zijn er voorvallen in West-, Midden- en Zuid-Noord-Europa, in de Kaukasus en in Turkije, in Siberië, Japan en in Noord-Amerika. 
In Oostenrijk strekt het leefgebied tot de bergachtige hoogte, tot een maximum van 1600 meter hoogte. De soort is wijdverspreid in de Noordelijke Alpen en komt ook veel voor in regenachtige gebieden; De soort komt verspreid voor in de Centrale Alpen, maar ontbreekt hier in de continentale delen. In de Zuidelijke Alpen is het verspreid tot wijdverspreid. Buiten de Alpen is het zeer zeldzaam of afwezig in Oostenrijk.
In Nederland is donker maanmos zeer zeldzaam. Het staat op de rode lijst in de categorie 'Kwetsbaar'. In 2003 is het mos ontdekt op een rottende sparrenstam op de Veluwezoom bij Dieren. De vindplaats ligt in een regio met veel dood hout en een hoog neerslagoverschot. Het is niet waarschijnlijk dat deze in het laagland uiterst zeldzame soort van dood hout zo sterk zal toenemen als Nowellia of Riccardia latifrons.